# D-Frag!
D-Frag! (ディーふらぐ Diifuragu!?) es un manga japonés de comedia escrito e ilustrado por Tomoya Haruno que inició su serialización en la revista de Media Factory Monthly Comic Alive en julio de 2008. Se han recopilado 15 volúmenes hasta el momento. Una adaptación a anime por parte de Brain's Base empezó a emitirse a partir del 6 de enero de 2014, finalizando el 24 de marzo del mismo año, con un total de 12 episodios. Con la salida del volumen 9 del manga, se puso a la venta el 22 de septiembre de 2014 el OVA D-Frag! OVA, también conocido como D-Frag! OAD (ディーふらぐ! OAD).

## Argumento
Kenji Kazama es un delincuente juvenil con muy mala fama que un día se cruza con el llamado “Club de Creación de Juegos” que preside una chica llamada Roka Shibasaki y al que también asisten la presidenta del Consejo Estudiantil, Chitose Karasuyama; la estudiante de primer año, Sakura Mizukami; y cuya consejera es la profesora Minami Osawa; quienes acaban “forzándolo” a unirse al club. Ahora, rodeado de un grupo de gente de lo más rara, Kenji vivirá situaciones alocadas causadas por estas chicas.

## Personajes
La mayoría de los nombres de los personajes principales son referencia a las estaciones de tren en Tokio, en particular Keiō Line.

### Club Creación de Juegos (Buscando Nombre)
Kenji Kazama (风间 坚次 Kazama Kenji?)
 Seiyū: Katsuyuki Konishi
Kenji es el protagonista principal de la serie.
Sueña con tomar el control de la escuela. Él se encuentra con Roka por primera vez cuando este le ayuda a recoger los carteles que había tirado Roka, y más tarde la ayuda a apagar un incendio que habían provocado ella y las demás integrantes del Club Creación de Juegos (Buscando Nombre).
Debido a sus acciones Kenji es perseguido por Roka para que se una a su club, pero este se niega rotundamente, hasta que Roka lo salva de caer por la ventana.
Después de conocer que los más fuertes de la escuela son chicas, él desiste un poco de su sueño ya que piensa que no puede hacer absolutamente nada en contra de ellas.
A pesar de que aparenta ser malo él es una muy buena persona. Esto queda demostrado cuando en "la competencia por la bolsa" él cuenta que encontró dinero y para dar un buen ejemplo a su hermanita lo reportó a la policía.
Roka Shibasaki (柴崎 芦花 Shibasaki Roka?)
 Seiyū: Kana Hanazawa
la presidenta del Club de Creación de Juegos.
Ella y las demás miembros femeninas del club dicen poseer "habilidades elementales" (como si de un juego de rol se tratase).
Ella dice ser de elemento "Fuego", pero luego dice que su verdadero elemento es en realidad la "Oscuridad" debido a que su principal método de combate es poniendo una bolsa sobre la cabeza de sus oponentes, dejándolos a oscuras (de ahí que su el elemento sea la oscuridad).
Lleva un montón de bolsas de repuesto para poder utilizarlas en cualquier momento.
A pesar de tener una apariencia dulce, se la conoce como "La oscuridad más fuerte", y es la más fuerte en la escuela.
Ella se encontraba repartiendo volantes para poder encontrar nuevos miembros para el Club Creación de Juegos (Buscando Nombre), cuando un estudiante choca con ella y tira sus volantes, en lo que Kenji Kazama aparece y la ayuda a recogerlos, por lo que ella intenta que él se una a su club hasta que lo consigue.
Es bastante simple e ingenua, se preocupa por los demás, es muy competitiva y puede ser diabólica ante los demás estudiantes.
Tiene sentimientos amorosos por Kenji Kazama y es celosa cuando él está con otras chicas.
Ella ve a Takao como una rival por el amor de Kenji.
Chitose Karasuyama (烏山 千歳 Karasuyama Chitose?)
 Seiyū: Chiwa Saitō
Es una estudiante de segundo año de la Academia Fujou y la mejor amiga de Roka Shibasaki.
Es la presidenta del Consejo Estudiantil y vicepresidenta del Club de Creación de Juegos.
Dice que su elemento es la "tierra" ya que cuando persigue a Kenji junto al resto de chicas para que se una al club, en su primer encuentro le da un golpe con la mano llena de tierra porque antes estaba jugando en el patio con ésta.
Es una persona que asemeja ser tranquila y amable, pero suele ser todo lo contrario ya que es la persona más temida por los estudiantes y profesores de la Academia Fujou.
Ella tiene un carácter violento, pero a veces es feliz cuando pasa el tiempo en el Club Creación de Juegos (Buscando Nombre). Viste una camisa de vestir blanca de manga corta, lleva una falda color gris oscuro y unas medias del mismo color, sus zapatos son blancos con la suela azul.
Ella tiene el pelo largo lacio de color morado, sus ojos son de un color lila/morado con un poco de gris.
Más adelante parece tener un ligero interés (muy poco, de hecho) en Kenji.
Sakura Mizukami (水上 桜 Mizukami Sakura?)
 Seiyū: Mikako Takahashi
Estudiante de primer año y una marimacho.
Su cabello es rosado y dice que su elemento es el "Agua", ya que lleva consigo una botella de agua que utiliza para arrojar o hacer beber a sus víctimas.
Más tarde comienza  a referirse a Kenji como su "hermano mayor" y a Noe como su "hermana pequeña", a pesar de la negativa de ambos.
Mientras avanza la historia parece ir desarrollado algún tipo de sentimiento por Kenji, pero no va más allá de ser su supuesta hermana menor.
Minami Ōsawa (大沢 南 Ōsawa Minami?)
 Seiyū: Ami Koshimizu
La consejera escolar del club.
Dice que su elemento es la "Electricidad" porque lleva consigo una pistola Taser que suele usar para electrocutar a sus víctimas.
Ella se pone dormir casi en cualquier momento y lugar, incluso en sus propias clases.
Hachi Shiō (子王 八 Shiō Hachi?)
 Seiyū: Kōki Miyata
El único miembro masculino del Club del Desarrollo de Juego(Buscando Nombre) además de Kenji.
El Está enamorado de Roka, por lo que según él, se encuentran en un triángulo amoroso con Kenji (aunque éste no quiera).
Él utiliza a menudo la diferencia entre una estantería y la pared como su "asiento".
Suelen refieren a él como elemento "Luz" debido a los destellos de luz que parecen rodear su apariencia.
Roka es bastante severa con él, mientras que la mayoría de los otros miembros del club, simplemente lo ignoran.
Más tarde se unió a la pandilla Kazama.

### Club Creación de Juegos
Takao (高尾?)
 Seiyū: Shizuka Itō
la presidenta del Club Creación de Juegos.
Al principio de la serie el Club Creación de Juegos tenía una gran rivalidad con el Club Creación de Juegos (Buscando Nombre) porque Roka Shibasaki había reducido el número de miembros del club original, así también como renunciar y crear una copia del mismo, pero después del festival de la Academia Fujou en el que pierde el concurso ante el Club Creación de Juegos (Buscando Nombre) Roka y Takao hicieron las pases.
Ella está enamorada de Kazama Kenji y más adelante en la historia demuestra muchos celos cuando una chica se le acerca a él.
Considera a Roka y Funabori sus rivales por el amor de Kenji.
Tsutsumi Inada (稲田 堤 Inada Tsutsumi?)
 Seiyū: Megumi Toyoguchi
Una chica de gafas muy pervertida.
A menudo obliga a vestir a Sakuragaoka como mujer aprovechando que éste teme a ser visto con ropa de hombre por Kenji y ser golpeado.
Ella actúa como contraparte de Chitose En el Club Creación de Juegos.
Sakuragaoka (桜ヶ丘?)
 Seiyū: Ryoko Shiraishi
Un Chico de primer año de apariencia muy femenina.
Para no ser golpeado por Kenji se viste como mujer evitando así que éste lo golpee, pero creando un malentendido que nunca puede aclarar y desde entonces casi siempre es visto con ropa de mujer por miedo a ser golpeado por Kenji (situación que Tsutsumi aprovecha para obligarlo a vestirse de mujer).
Siempre que se encuentra con Kenji se pone a llorar, por lo que Kenji le pregunta: "¿Por qué siempre que te veo estas llorando?".
Yamada (山田?)
 Seiyū: Takahiro Fujiwara
Un chico que es descrito como un gigante brutal en el exterior, pero que en realidad es un pacifista tímido.
Le tiene respeto y miedo a Kenji ya que cuando lo vio por primera vez, Kenji lo golpeó por tratar de hacerse pasar por una mujer para no ser golpeado por él (al igual que hace Sakuragaoka).
A menudo es visto junto a un pajarito de color amarillo.
Al parecer según avanza la historia a él no le parece importar vestirse como mujer ya que en la competencia Club creación de juegos vs Club de Creación de Juegos (Buscando nombre) es visto vestido con un uniforme de sirvienta, lo que causa el enojo de Kenji.

### Pandilla Kazama
Ataru Kawahara (河原 中 Kawahara Ataru?)
 Seiyū: Jun Fukuyama
El Vicepresidente del Consejo Estudiantil y amigo de la infancia Kenji.
Es un gran masoquista por lo que normalmente todos aprovechan para utilizarlo como escudo humano.
Respeta muchísimo a Chitose y por lo general ésta lo golpea brutalmente (cosa que a él le encanta).
Yokoshima (横縞?)
 Seiyū: Hiroki Gotō
Un estudiante Pequeño y gordito.
Al igual que Ataru, es amigo de la infancia de Kenji.
Hiroshi Nagayama (長山ひろし Nagayama Hiroshi?)
 Seiyū: Kenichirou Matsuda
Un chico muy alto que siempre lleva gafas oscuras.
También es amigo de la infancia de Kenji y al igual que yokoshima son los dos primeros integrantes de la Pandilla Kazama (más tarde uniéndose Ataru y Shio Hachi).

### Exconsejo estudiantil
Tama Sakai (境 多摩 Sakai Tama?)
 Seiyū: Kana Ueda
Es una estudiante de 3° año de la Academia Fujou y la expresidente del consejo estudiantil.
Guarda un rencor hacia el Club Creación de Juegos (Buscando Nombre) por el simple hecho de que Chitose Karasuyama es miembro de él.
Ella hace su debut cuando ataca y secuestra a Kenji en el momento en que él se dirigía hacia la cafetería a comprar refrescos para los miembros del Club Creación de Juegos (Buscando Nombre). Trata de "vengarse" de Chitose Karasuyama, por la simple razón de que hace ver mal la posición o popularidad del Consejo Estudiantil.
Quiere eliminar el Club Creación de Juegos (Buscando Nombre) solo por ser un estorbo y por el hecho de que Chitose Karasuyama sea miembro de él.
Después de Perder contra Kenji demuestra tener sentimientos amorosos hacia él.
Naganuma (長沼?)
 Seiyū: Akira Ishida
Exvicepresidente del Consejo Estudiantil.
Es un otaku que cerró los ojos a "todo lo que no sea 2D". Pese a eso, se puede mover con total libertad.
En La Pelea Contra el Club creación de Juegos (Buscando Nombre) no ataca a Roka ni a Sakura por tener voces similares a sus Seiyus favoritas.
Azuma Matsubara (松原 東 Matsubara Azuma?)
 Seiyū: Yūko Sanpei
La extesorera del Consejo Estudiantil.
Shinsen (神泉?)
 Seiyū: Eri Sendai
La exsecretaria del Consejo Estudiantil.
Ella tiene un estómago muy inestable, por lo que golpes bruscos (directos o indirectos) o incluso unos pocos giros la hacen vomitar. Debido a esto, Tama le puso de sobrenombre "Vomitin".

### Otros
Noe Kazama (風間 之江 Kazama Noe?)
 Seiyū: Emiri Katō
La hermana pequeña de Kenji.
Tiene el mismo cabello que Kenji.
Por lo general, al igual que Kenji, tiende a ser seria e inteligente.
Al parecer estima mucho a su hermano y le disgusta que éste tenga como "hermana menor" a Sakura. 
Tsutsuji Shibasaki (柴崎 つつじ Shibasaki Tsutsuji?)
La hermana de Roka que asiste a otra escuela secundaria.
Tiene muy malas calificaciones.
Trata de "proteger" a Roka de Kenji.
Funabori (船堀?)
 Seiyū: Aki Toyosaki
Compañera de clase de Kenji.
Es buena en las tareas del hogar y a menudo se muestra ayudando en varios asuntos de la clase.
Tiene mucha vergüenza al ser el centro de atención y suele sonrojarse cuando recibe elogios de los demás estudiantes.
Está enamorada de Kenji y a medida que avanza la historia empieza a acercarse más a él. Takao se da cuenta de esto y la empieza a considerar como una rival por el amor de Kenji.
RaGaiGar (ラガイガー?)
 Seiyū: Nobuyuki Hiyama
Un hombre que se viste con un traje tokusatsu e interpreta a un superhéroe.
Konekone-sensei (ショーン・コネコネ?)
 Seiyū: Jōji Nakata
El profesor de historia japonés de Kenji.
Salvó a Kenji y sus amigos de un edificio en llamas cuando eran niños.
Él inspiró a Kenji a ayudar a aquellos que están en apuros.
Es una parodia al actor de la vida real Sean Connery con elementos del personaje ficticio Indiana Jones.

## Media

### Manga
El manga comenzó su publicación en Media Factory 's Monthly Comic Alive el 26 de julio de 2008 y actualmente tiene 15 volúmenes. Un noveno volumen fue lanzado a la venta el 23 de septiembre de 2013 junto con una OVA.
| Núm. | Título                       | Fecha de publicación     | ISBN                                                             |
| ---- | ---------------------------- | ------------------------ | ---------------------------------------------------------------- |
| 1    | D-Frag! 01 ディーふらぐ！ 01 | 23 de febrero de 2009    | ISBN 978-4-8401-2533-8                                           |
| 2    | D-Frag! 02 ディーふらぐ！ 02 | 23 de octubre de 2009    | ISBN 978-4-8401-2929-9                                           |
| 3    | D-Frag! 03 ディーふらぐ！ 03 | 23 de julio de 2010      | ISBN 978-4-8401-3347-0                                           |
| 4    | D-Frag! 04 ディーふらぐ！ 04 | 23 de febrero de 2011    | ISBN 978-4-8401-3758-4                                           |
| 5    | D-Frag! 05 ディーふらぐ！ 05 | 22 de diciembre de 2011  | ISBN 978-4-8401-4078-2                                           |
| 6    | D-Frag! 06 ディーふらぐ！ 06 | 23 de octubre de 2012    | ISBN 978-4-8401-4734-7                                           |
| 7    | D-Frag! 07 ディーふらぐ！ 07 | 10 de agosto de 2013     | ISBN 978-4-8401-5302-7                                           |
| 8    | D-Frag! 08 ディーふらぐ！ 08 | 21 de diciembre de 2013  | ISBN 978-4-0406-6192-6                                           |
| 9    | D-Frag! 09 ディーふらぐ！ 09 | 23 de septiembre de 2013 | ISBN 978-4-0406-6848-2 ISBN 978-4-0406-6554-2 (edición especial) |
| 10   | D-Frag! 10 ディーふらぐ！ 10 | 19 de septiembre de 2015 | ISBN 978-4-0406-7803-0                                           |
| 11   | D-Frag! 11 ディーふらぐ！ 11 | 22 de octubre de 2016    | ISBN 978-4-0406-8587-8                                           |
| 12   | D-Frag! 12 ディーふらぐ！ 12 | 23 de agosto de 2017     | ISBN 978-4-0406-9441-2                                           |
| 13   | D-Frag! 13 ディーふらぐ！ 13 | 23 de agosto de 2018     | ISBN 978-4-0406-5052-4                                           |
| 14   | D-Frag! 14 ディーふらぐ！ 14 | 23 de agosto de 2019     | ISBN 978-4-0406-4026-6                                           |
| 15   | D-Frag! 15 ディーふらぐ！ 15 | 23 de septiembre de 2020 | ISBN 978-4-04-065922-0                                           |

### Anime
Una adaptación al anime por parte del Estudio Brain's Base empezó su emisión el 6 de enero de 2014 y finalizó el 24 de marzo del mismo año.

#### Lista de episodios
| #        | Título | Estreno                  |
| -------- | --- | ------------------------ |
| 1        | «¡La banda de Kazama!» «Kazama Ippa Da!» (風間一派だ!) España: «¡El grupo de Kazama!» Hispanoamérica: «¡La familia Kazama!» | 7 de enero de 2014       |
| 2        | «Te maldigo, Falso club de creación de juegos» «Onore Nisegēmu Seisakubu Me!!» (おのれニセゲーム製作部め!!) | 13 de enero de 2014      |
| 3        | «Festival libre de la Academia Fujou, es decir Festival FLF» «Fujō Gakuen Furīdamu Sai. Tsūshō Fufusai» (府上学園フリーダム祭。通称フフ祭) España: «Festival de libertad de la Academia Fujou, es decir Festival LaF»                                  | 20 de enero de 2014      |
| 4        | «¡Ellos son la banda de los 14 demonios!» «Are wa Ma no Jūyon Gakudan!!» (あれは魔の十四楽団!!) España: «¡Ellos son la banda de 14 demonios!» Hispanoamérica: «¡Ellos son la banda de los 14 delincuentes!»                                            | 27 de enero de 2014      |
| 5        | «¡¿Qué?! ¿Tu hermanita te prepara el almuerzo?» «Nanī !? Imōto ni bentō o!?» (何ー!? 妹に弁当を!?) España: «¡¿Que?! ¡¿Tu hermana pequeña te hace tus almuerzos?!» Hispanoamérica: «¡¿Qué?! ¿Que tu hermanita te prepara el almuerzo?»                  | 3 de febrero de 2014     |
| 6        | «¡Entonces somos un triángulo amoroso!» «Koi no Sankaku Kankei tte Koto Desu ne!» (恋の三角関係ってことですね!) España: «¡Eso significa que estamos en un triángulo amoroso!» Hispanoamérica: «¡Eso quiere decir que estamos en un triángulo amoroso!» | 10 de febrero de 2014    |
| 7        | «¡Eso es sucio!» «Kitana!!» (汚なっーーー!!) España: «¡Qué guarrada!» Hispanoamérica: «¡Qué cochinada!» | 17 de febrero de 2014    |
| 8        | «Amo el Pixel-art...» «Ano Dotto ga Yokatta no ni...» (あのドットがよかったのに...) España: «¡Me Gustan los Pixeles...!» Hispanoamérica: «¡Me encanta el Arte de píxeles...!»                                                                          | 24 de febrero de 2014    |
| 9        | «Es así, soy su hermana menor.» «Sōda yo, Aitsu no Imōto da yo.» (そうだよ、あいつの妹だよ.) España: «Eso es correcto. Soy su hermana pequeña.» Hispanoamérica: «Así es, soy su hermanita.»                                                            | 3 de marzo de 2014       |
| 10       | «¡Tanto sin vernos, Tama-senpai!» «Tama Senpai, Ohisashiburi!!» (タマ先輩、お久しぶり!!) España: «¡Tama-senpai, hace tiempo que no nos vemos!» Hispanoamérica: «¡Nos volvemos a encontrar, Tama-senpai!»                                               | 10 de marzo de 2014      |
| 11       | «¿Cuál es mi arte secreto?» «Higi tte Nani?» (秘技ってなに?) España: «¿Cuál es mi movimiento secreto?» Hispanoamérica: «¿Cuál es mi movimiento secreto?»                                                                                               | 17 de marzo de 2014      |
| 12       | «¡Como sigas así, nunca tendrás amigos!» «Kono Mama da to Tomodachi Eien ni Zeronin da yō!!» (このままだと友達永遠にゼロ人だよぉ) España: «A este paso, ¡tendrás cero amigos por toda la eternidad!»                                                   | 24 de marzo de 2014      |
| OVA (13) | «Water!!» «Wuota!!» (ウォーター!!) Hispanoamérica: «¡Agua!» | 23 de septiembre de 2014 |

#### OVA
El OVA salió a la venta el 23 de septiembre de 2014 junto con el volumen 9 del manga. La misma adapta a la animación el arco "Shrine Water". Consta de un episodio y fue producido por el estudio Brain's Base, al igual que el anime. Tanto la secuencia de apertura como de cierre son las mismas que las de la animación.